# Monomoscoy Island
Monomoscoy Island é um lugar designado pelo censo localizado no condado de Barnstable no estado estadounidense de Massachusetts. No Censo de 2010 tinha uma população de 147 habitantes e uma densidade populacional de 244,64 pessoas por km².

## Geografia
Monomoscoy Island encontra-se localizado nas coordenadas 41° 34′ 33″ N, 70° 29′ 57″ O. Segundo a Departamento do Censo dos Estados Unidos, Monomoscoy Island tem uma superfície total de 0.6 km², da qual 0.6 km² correspondem a terra firme e (0%) 0 km² é água.

## Demografia
Segundo o censo de 2010, tinha 147 pessoas residindo em Monomoscoy Island. A densidade populacional era de 244,64 hab./km². Dos 147 habitantes, Monomoscoy Island estava composto pelo 98.64% brancos, o 0% eram afroamericanos, o 1.36% eram amerindios, o 0% eram asiáticos, o 0% eram insulares do Pacífico, o 0% eram de outras raças e o 0% pertenciam a duas ou mais raças. Do total da população o 0.68% eram hispanos ou latinos de qualquer raça.